# 连二硫酸镍
连二硫酸镍是一种无机化合物，为连二硫酸的镍盐，化学式为NiS2O6，可溶于水，可以形成绿色的水合物晶体。

## 制备
连二硫酸镍可由硫酸镍和连二硫酸钡的复分解反应制得：
{\displaystyle {\mathsf {NiSO_{4}+BaS_{2}O_{6}\ {\xrightarrow {}}\ NiS_{2}O_{6}+BaSO_{4}\downarrow }}}

## 性质
连二硫酸镍可溶于水、乙醇和甲醇。它可以形成绿色的六水合物三斜晶体，空间群P1，晶胞参数a=0.643 nm, b=0.648 nm, c=0.676 nm, α=103.23°, β=96.7°, γ=96.5°。它和氨可以形成NiS2O6·6NH3。
连二硫酸镍六水合物受热可以分解：:
{\displaystyle {\mathsf {NiS_{2}O_{6}\cdot 6H_{2}O\ {\xrightarrow {130-135^{o}C}}\ NiSO_{4}+SO_{2}+6H_{2}O}}}